# Alejo Gidos
Alejo Gidos (en griego: Ἀλέξιος Γίδος; fl. c. 1185-1194) fue un general bizantino de alto rango de finales del siglo siglo XII. Es el primer miembro atestiguado de la familia Gidos, que alcanzó cierta prominencia en el Imperio bizantino a finales del siglo siglo XII y principios del siglo XIII.
Alejo Gidos es mencionado por primera vez durante el saqueo normando de Tesalónica en 1185, cuando ocupaba el puesto de «gran doméstico del Oriente», es decir, comandante en jefe de las fuerzas del ejército bizantino en Anatolia. Al parecer, mantuvo su alto cargo después de la caída del emperador Andrónico I Comneno, y reaparece en 1194, cuando el sucesor de Andrónico, Isaac II Ángelo, lo envió contra los búlgaros. Esta vez Gidos era el «gran doméstico del Occidente», pero todavía comandaba las tropas orientales, mientras que Basilio Vatatzés comandaba las fuerzas occidentales. Los dos generales fueron derrotados en la batalla de Arcadiópolis: la mayor parte del ejército bizantino, junto con Vatatzés, cayó, mientras que Gidos logró escapar con gran dificultad. No se sabe nada más de él.
En 1898/1899, el erudito griego S. Papadimitriou teorizó que el apellido y, por lo tanto, la ascendencia de la familia eran de origen latino, creía que el apellido de la familia era la forma helenizada del nombre italiano Guido. Esto a su vez llevó a la especulación de que pudo haber una conexión directa con la familia Gidos y Guido, hijo del conquistador normando de Italia meridional, Roberto Guiscardo, quien desertó al emperador bizantino Alejo I Comneno siglos antes, entró a su servicio y posiblemente se casó con un miembro de la familia imperial. Por otro lado, en su Die byzantinische Aussenpolitik zur Zeit der letzten Komnenenkaiser (1967), W. Hecht puso en duda su origen latino y argumentó que, en cualquier caso, cuando aparece Alejo Gidos, la familia había sido completamente bizantinizada y se había despojado de su identidad latina. Sin embargo, es imposible probar alguna conexión con el hijo de Roberto Guiscard o un origen latino, Las fuentes bizantinas no tratan a la familia como si tuviera un origen extranjero.
De manera similar, otra opinión considera que la etimología del apellido familiar es de origen griego, una derivación de la palabra griega para «cabra» ('Gida' γίδα f., γίδι).